# Dirt 3
Dirt 3 (estilizado como DiRT 3) es la octava entrega de la saga de videojuegos de conducción Colin McRae: Rally, desarrollada por Codemasters. Es el primer juego que no incluye el nombre de Colin McRae en su título. Fue publicado el 24 de mayo de 2011.

## Introducción
Dirt 3 mantiene exactamente la misma filosofía que sus antecesores: una conducción arcade y simplificada, con cierta simulación de conducción real.
Al comenzar el juego, el jugador crea su propio perfil especificando nombre, apodo, sexo y nacionalidad. Como novedad, si el jugador posee cuenta de YouTube, puede introducir los datos de la misma en el perfil para subir sus videos. Una vez creado el perfil, el jugador se reúne con los integrantes de su equipo: Sara (representante) y Christian (asesor de imagen), quienes le guiarán a lo largo del campeonato.
El ambiente básico del juego es mucho más tradicional que el de DiRT 2. Los menús siguen siendo tridimensionales, pero ahora se ubican en un ambiente virtual, que también muestra el último coche utilizado. Las temporadas aparecen representadas por pirámides de cuatro caras. En cada una de estas caras se ubica un torneo, siendo cuatro torneos por temporada. A su vez, dentro de estos torneos hay competiciones. La victoria en todas las competiciones de un torneo, incluyendo la final, implican la victoria en el mismo, y su respectiva cara en la pirámide se vuelve de color dorado brillante. Para completar la temporada, hay que completar cada uno de dichos torneos. Hay cuatro temporadas y 16 torneos en total.
En este juego también aparecen pilotos reales, como Ken Block, Tanner Foust, Kris Meeke, Mohammed Ben Sulayem, Liam Doran, Jon Tucker, Roland Holzer y Sebastien Ogier. A diferencia del juego anterior, el jugador no puede hacerse amigo de estos pilotos. El encuentro más cercano con alguno de ellos es con Ken Block durante el torneo-guía de Gymkana, cuando éste le explica al jugador cada truco de conducción.
Por defecto, hay ocho regiones jugables, las cuales son Smelter, Míchigan, Aspen, Finlandia, Noruega, Kenia, Los Ángeles, Mónaco. Con los contenidos descargables se añaden Monte Carlo y Shibuya. No se muestran todas juntas en un planisferio, sino que van apareciendo en los torneos.

### Contenido descargable
DiRT 3 cuenta con contenidos descargables que amplían las posibilidades de juego, añadiendo nuevos contenidos. Estos contenidos pueden adquirirse por medio de las tiendas en línea de las diferentes plataformas:
- Free Car Pack: Paquete de coches gratis incluido en el juego pero desbloqueable solo con un pase VIP incluido en la caja del mismo. Además, con este pase VIP se desbloquea el modo multijugador y la posibilidad de subir las repeticiones de juego a YouTube.

- Colin McRae Vision Charity Pack: Lanzado el 31 de mayo. Contiene el Ford Escort MKII, un mítico coche de rally inglés en el que destacó el piloto homónimo de la saga, Colin McRae. Según Codemasters, las ganancias de este DLC son destinadas a la fundación educativa Colin McRae Vision, que aparece en el juego como equipo jugable.

- Teams and Cars Unlock Pack: Lanzado el 7 de junio. Este pack desbloquea algunos equipos ocultos, posibilitando al jugador poder aceptar sus ofertas en las carreras de la gira Dirt. Este DLC se ofreció gratis a los que reservaron el juego antes de su lanzamiento.

- Power and Glory Car Pack: Lanzado el 14 de junio. El primer paquete importante de coches, añade cinco nuevos vehículos al juego. Estos coches también pueden comprarse individualmente si el jugador lo desea.

- Monte Carlo Track Pack: Lanzado el 28 de junio. El primer contenido que añade una nueva localización al juego, el mítico rally de Monte Carlo, en el Principado de Monaco.

- Mini Gymkana Special Pack: Lanzado el 28 de junio. Contiene un Mini Cooper S Gymkana, un Mini modificado para competir en la novedosa disciplina del juego.

- Horn Pack: Lanzado el 5 de julio. Paquete de bocinas para usar en el multijugador.

- Mud and Guts Car Pack: Lanzado el 12 de julio. Segundo pack importante de coches. Añade otros cinco vehículos al juego, y al igual que los del Power and Glory Car Pack, se pueden comprar por separado.

- X Games Asia Track Pack: Lanzado el 26 de julio. Se añade otra localización al juego, el circuito de Rallycross de Shibuya, en el centro de Tokio.

- Ken Block Special Pack: Lanzado el 5 de agosto. Se añade el Ford Escort MKII de Ken Block, categorizado como coche de Open Class.

### Edición Completa
DiRT 3: Complete Edition es la edición completa del juego. Fue lanzada el 30 de marzo de 2012. Esta edición incluye el juego original de 2011 con todos los contenidos extra lanzados posteriormente a su lanzamiento integrados en el juego, con excepción de los packs Power and Glory y Mud and Guts. Estos no vienen en el juego y deben ser descargados (gratis) de la tienda correspondiente a la plataforma del juego utilizando los códigos correspondientes que vienen en la caja de la edición.

## Disciplinas
- Rally: La más importante del juego. El objetivo es lograr el mejor cronómetro en un trazado dividido en secciones. El copiloto le da las indicaciones de manejo al piloto (jugador). Hay nueve subcategorías en el rally: Pro (WRC), Open (RallyAmerica), S2000 (IRC), años 1990, Grupo B, años 1980, años 1970, años 1960 y Raid. El reglamento no varía en ninguna categoría.

- Rallycross: Carreras convencionales en circuitos cerrados con múltiples superficies. Los coches de esta competencia provienen del Rally, aunque son específicos de esta (no son modificables como en DiRT 2, sino que existen versiones para cada disciplina). También se puede correr con coches de rally del Grupo B sin modificar.

- Trailblazer: La más veloz del juego, la Trailblazer es similar al Rally en cuanto a objetivos. Los coches de competición son propios de Trailblazer y no adaptaciones de Rally. Todos los coches usados provienen del Pikes Peak International Hill Climb (que no aparece en el juego). Hay dos tipos de Trailblazer, moderno y clásico, cambiando solamente los coches.

- Landrush: Competencias en circuitos cerrados con amplios desniveles y complicaciones. Se puede correr con buggies o camionetas específicas.

- Gymkana: La novedad en cuanto a disciplinas. Consiste en derrapar, saltar y esquivar cosas en una pista abierta, haciendo trompos alrededor de objetivos, rompiendo barreras o saltando en rampas. El objetivo es llamar la atención del público, representada mediante un contador de puntos.

### Giras mundiales
Nuevamente, las giras mundiales toman importancia en el juego. Se desbloquean durante los progresos en las temporadas. Cada gira está representada por una pirámide de menor tamaño que las de las temporadas. Cada una corresponde a una disciplina (Rally, Rallycross, Trailblazer, Landrush y Gymkana). Dentro de cada gira hay competiciones locales (la cantidad de competiciones varía dependiendo de la cantidad de regiones donde se puede correr la disciplina). Para ganar la gira hay que ganar todas las competencias de la misma. Curiosamente, las regiones de Monte Carlo y Shibuya no aparecen en sus respectivas giras aun teniendo los contenidos instalados. Todavía no sabemos que trae exactamente la edición essential. Si es exacta a la complete edition o es más bien como la primera versión de Dirt 3. Dato muy importante para posibles futuros compradores del juego.

## DC Compound
El DC Compound es el parque de atracciones definitivo del motor. Cuando el equipo de DC shoes se enteró de que la central eléctrica PowerStation en Battersea, Londres estaba a la venta, no imaginaron mejor lugar para hacer el parque de atracciones definitivo del motor.

## Vehículos
El juego por defecto cuenta con 49 vehículos (61 con todos los contenidos descargables) clasificados en cinco categorías y demás subcategorías, las cuales se listan a continuación:

### Rally

#### Pro
- Ford Focus RS WRC
- Citroën C4 WRC
- Mini Countryman Rally Edition
- Ford Fiesta RS WRC

#### Open Class
- Subaru Impreza WRX STI SRT
- Subaru Impreza WRX STI N12
- Mitsubishi Lancer Evolution X
- Colin McRae R4 (Free Car Pack)
- Ford Fiesta Open Class
- Ken Block's Ford Escort MKII (Ken Block Special Pack)

#### S2000
- Peugeot 207 S2000
- Fiat Abarth Grande Punto S2000

#### Años 1990
- Subaru Impreza WRX STI 1995 (Free Car Pack)
- Lancia Delta HF Integrale
- Ford Escort RS Cosworth
- Toyota Celica GT-Four

#### Grupo B
- Audi Quattro Rally Sport
- MG Metro 6R4
- Ford RS200
- Lancia Delta S4 (Power and Glory Car Pack)
- Peugeot 205 T16 Evo2 (Mud and Guts Car Pack)

#### Años 1980
- Opel Manta 400
- Ford Sierra Cosworth RS500 (Free Car Pack)
- Renault 5 Maxi Turbo
- BMW M3 Rally (Power and Glory Car Pack)

#### Años 1970
- Fiat 131 Abarth
- Opel Kadett GT/E 16V
- Ford Escort MKII (McRae Vision Charity Pack)
- Lancia Stratos (Mud and Guts Car Pack)

#### Años 1960
- Mini Cooper S
- Lancia Fulvia HF
- Renault Alpine A110 1600 S

#### Rally Raid
- Mitsubishi Racing Lancer
- Volkswagen Touareg 2
- Bowler Nemesis
- Hummer H3 (Free Car Pack)
- Fiat Uno

### Rallycross
- Subaru Impreza WRX STI GR Rallycross
- Mitsubishi Lancer Evolution X Rallycross
- Peugeot 207 T16 4X4
- MG Metro 6R4 RallyX
- Ford RS200 RallyX
- Ford Fiesta Rallycross
- Ford Focus ST RallyX (Power and Glory Car Pack)
- Citroën C4 RallyX (Mud and Guts Car Pack)

### Trailblazer

#### Moderno
- BMW Z4 M Coupe Motorsport
- Suzuki Monster Tajima Sport SX4 Hillclimb Special
- Hyundai PM580 Rhys Millen Racing
- Ford Fiesta Omse Hillclimb Special
- Chevrolet Camaro SSX Concept (Power and Glory Car Pack)
- Ford Mustang GTR (Mud and Guts Car Pack)

#### Clásico
- Audi Quattro S1 Pikes Peak
- Peugeot 405 T16 Pikes Peak (Free Car Pack)
- Toyota Tacoma Pikes Peak

### Gymkana
- Subaru Impreza WRX STI GD Gymkana
- Subaru Impreza WRX STI GR Gymkana
- Ford Fiesta Gymkana 3
- Mitubishi Lancer Evolution X Jun
- Scion tC (Power and Glory Car Pack)
- Mini Cooper S Gymkana (Mini Gymkana Special Pack)
- Saturn Sky (Mud and Guts Car Pack)

### Landrush
- Fictional Codemasters Truck: Stadium Truck
- Fictional Codemasters Buggy: Stadium Buggy

### Head2Head
- Pueden utilizarse todos los coches pertenecientes a la categoría Rally